# 大龍鳳劇團
大龍鳳劇團成立於1959年，由何少保(? - 1977)擔任:74班主，由麥炳榮及鳳凰女所領導，表演著名劇目《鳳閣恩仇未了情》、《百戰榮歸迎彩鳳》、《刁蠻元帥莽將軍》及唐滌生所編撰的《韓信一怒斬虞姬》。譚蘭卿與梁醒波擔演丑角，武生人選有少新權、靚次伯、白龍珠等。:61-63陳好逑擔當第二花旦，並由林家聲/黃千歲:85擔當第二小生、第三劉月峰、第四李奇峰、第五阮兆輝。其中林家聲是唯一一個符合升任文武生條件的演員，阮兆輝轉述麥炳榮指出的要求：「點至做得文武生呢？當觀眾一見到你個名，就攞錢出嚟買飛，咁你就做得文武生嘞！」
1971年10月起「大龍鳳」、「慶紅佳」以雙班制形式在香港演出。
由麥炳榮、譚蘭卿及鳳凰女所開山，「大龍鳳」、「鳳求凰」:85歷演不衰、後輩爭相演出著名劇目有《鳳閣恩仇未了情》、《百戰榮歸迎彩鳳》、《刁蠻元帥莽將軍》、《桃花湖畔鳳求凰》、《彩鳳榮華雙拜相》、《蓋世雙雄霸楚城》、《衣錦榮歸迎彩鳳》及:87羅豔卿、任冰兒等等開山的《梟雄虎將美人威》。以戲論戲，50多年前的《桃花湖畔鳳求凰》，劇本不濟，幹嗎還拿出來給新梯隊演員演出？走邊、搶背、下腰、甩髮、轉體等戲曲專門跌撲毯子功，還有傳統排場連串功架，賣點全在演員可觀的武場動作。勞鐸編劇的《榮歸衣錦鳳求凰》所謂的「曲折離奇」，其實布局犯駁處處。「人保戲」靠演員表演功力，再爛的劇本都能演出彩來。

## 相關俗語
香港俗語「搞場大龍鳳」，意思指「做場騙人的好戲」，此句即源於大龍鳳劇團。由於此劇團的劇目大多大鑼大鼓、大吵大鬧，氣氛熱鬧，故引伸出此義。

## 備註
1. ↑  前輩雜誌作者朱侶在1993年7⽉有「睇戲⼝味各有不同 叫好叫座是兩回事」一文並以阮兆輝為例詳細分析有關概念，刊於《粵劇曲藝⽉刊》第四期。
2. ↑  由黃炎擔任班主。